# Javier Medina Morales
Javier Medina Morales (El Garrobo, Sevilla, 31 de enero de 1994) es un entrenador de fútbol español. Actualmente dirige al Betis Deportivo, equipo que milita en el Grupo 2 de la Primera Federación.

## Trayectoria
Natural de El Garrobo, Sevilla, en la temporada 2019-20 se incorpora a la disciplina del Real Betis Balompié para ser asistente técnico de Manuel Ruano en el Betis Deportivo Balompié, en el que trabajaría durante tres temporadas.
En junio de 2022, firma como segundo entrenador de Abel Segovia en el Antequera Club de Fútbol de la Segunda Federación, con el que lograrían el ascenso a la Primera Federación, tras ser campeón del Grupo IV.
El 6 de junio de 2023, tras la salida de Abel del club malagueño, firma como entrenador del Antequera Club de Fútbol de la Primera Federación.
El 16 de junio de 2025, alcanzado un acuerdo con el Real Betis Balompié, para que el entrenador sevillano dirija al Betis Deportivo las dos próximas campañas.

## Clubes

### Como entrenador
| Club                             | País   | Año       |
| -------------------------------- | ------ | --------- |
| Betis Deportivo (2.º entrenador) | España | 2019-2022 |
| Antequera C. F. (2.º entrenador) | España | 2022-2023 |
| Antequera C. F.                  | España | 2023-2025 |
| Betis Deportivo                  | España | 2025-act. |